# Japonesque
Albums de Kumi Kōda
Dejavu
(2011) Bon voyage
(2014)
Singles
Japonesque est le 10e album de Kumi Kōda, sorti sous le label Rhythm Zone le 25 janvier 2012 au Japon. Il arrive 1er à l'Oricon. Il se vend à 93 835 exemplaires la première semaine et reste classé 17 semaines pour un total de 151 343 exemplaires vendus.
Il sort en quatre formats : "CD", "CD+DVD", "CD+2DVD" et "CD+Photobook".

## Liste des titres
| 1.  | Introduction ~JAPONESQUE~            | Maria Marcus                                                          | Maria Marcus                                               | Maria Marcus                                                | 1:27 |
| 2.  | So Nice feat. Mr.Blistah             | Kumi Koda, Mr. Blistah                                                | Bardur Haberg, Andrew Lane, Kasey Monroe                   | Bardur Haberg                                               | 2:43 |
| 3.  | Boom Boom Boys                       | Kumi Koda, Tody Gad, Lindy Robbins, Caterina Torres                   | Kumi Koda, Tody Gad, Lindy Robbins, Caterina Torres        | Toby Gad                                                    | 3:27 |
| 4.  | V.I.P. feat. T-PAIN                  | Kumi Koda, Tody Gad, Jessica Cornish, T-Pain                          | Tody Gad, Jessica Cornish, T-Pain                          | Toby Gad                                                    | 3:23 |
| 5.  | Slow feat. Omarion                   | Kumi Koda, Omarion                                                    | Tommy Clint                                                |                                                             | 3:50 |
| 6.  | Brave                                | Kumi Koda                                                             | Hitoshi Harukawa                                           |                                                             | 5:07 |
| 7.  | Everyday                             | Kumi Koda, HIRO                                                       | HIRO                                                       |                                                             | 4:02 |
| 8.  | In The Air                           | Kumi Koda                                                             | FAST LANE, Erik Lidbom                                     | Erik Lidbom                                                 | 4:09 |
| 9.  | You are not alone ~acoustic version~ | Kumi Koda                                                             | Takuya Harada                                              |                                                             | 4:40 |
| 10. | Interlude ~JAPONESQUE~               |                                                                       | Martin Svensson                                            | Martin Svensson                                             | 1:16 |
| 11. | Escalate                             | Kumi Koda, ARIA                                                       | ARIA                                                       |                                                             | 3:12 |
| 12. | Love Me Back                         | Kumi Koda                                                             | Matthew Tishler, Liz Rodrigues                             |                                                             | 2:57 |
| 13. | No Mans Land                         | Kumi Koda, Mr. Blistah, Pete Kirtley, Jorge Mhondera, Samiya Berrabah | Mr. Blistah, Pete Kirtley, Jorge Mhondera, Samiya Berrabah |                                                             | 4:26 |
| 14. | Ai wo Tomenaide (愛を止めないで)     | Kumi Koda                                                             | Naohisa Taniguchi                                          | Naohisa Taniguchi, Hitoshi Munakata (arrangement de cordes) | 5:27 |
| 15. | Ko-so-ko-so                          | Kumi Koda, Allan P Grigg, Ken’ichi Takemoto                           | Ken’ichi Takemoto, KoOol KoJaK                             |                                                             | 3:18 |
| 16. | Lay Down                             | Kumi Koda, Matthew Tishler, Adam Royce, Kat Lucas                     | Matthew Tishler, Adam Royce, Kat Lucas                     | A Beatard, Matthew Tishler                                  | 3:41 |
| 17. | Love Technique                       | Kumi Koda                                                             | SeoGy, Genie                                               | Genie                                                       | 3:03 |
| 18. | Poppin’love cocktail feat.TEEDA      | Kumi Koda, TEEDA                                                      | BACK-ON                                                    |                                                             | 5:06 |
| 19. | All For You                          | Kumi Koda                                                             | Hi-yunk                                                    | Hi-yunk                                                     | 5:22 |

| 1.  | Poppin’love cocktail feat.TEEDA  |  |
| 2.  | Boom Boom Boys                   |  |
| 3.  | No Mans Land                     |  |
| 4.  | V.I.P. feat. T-PAIN              |  |
| 5.  | KO-SO-KO-SO                      |  |
| 6.  | Lay Down                         |  |
| 7.  | ESCALATE                         |  |
| 8.  | Love Me Back                     |  |
| 9.  | So Nice feat. Mr.Blistah         |  |
| 10. | Slow feat. Omarion               |  |
| 11. | IN THE AIR                       |  |
| 12. | Everyday                         |  |
| 13. | Love Technique                   |  |
| 14. | You are not alone ~Live Version~ |  |
| 15. | Ai wo Tomenaide                  |  |
| 16. | Brave                            |  |
| 17. | All For You                      |  |

| 1. | 1st ALBUM "affection" (2002.03.27 On Sale)                                    |  |
| 2. | 2nd ALBUM "grow into one" (2003.03.19 On Sale)                                |  |
| 3. | 3rd ALBUM "feel my mind" (2004.02.18 On Sale)                                 |  |
| 4. | 4th ALBUM "secret" (2005.02.09 On Sale)                                       |  |
| 5. | 5th ALBUM "Black Cherry" (2006.12.20 On Sale)                                 |  |
| 6. | 6th ALBUM "Kingdom" (2008.01.30 On Sale)                                      |  |
| 7. | 7th ALBUM "TRICK" (2009.01.28 On Sale)                                        |  |
| 8. | 8th ALBUM "BEST ~ third universe ~ & 8th AL" UNIVERSE "" (2010.02.03 On Sale) |  |
| 9. | 9th ALBUM "Dejavu" (2011.03.02 On Sale)                                       |  |